# Ернієтта
Ернієтта — рід тварин едіакарської біоти. Донні прикріплені тварини, наполовину занурені в осадові шари, за формою нагадували сумку, ймовірно, з осмотичним типом живлення. Стінки організму складалися з заповнених рідиною довгастих оболонок. Вперше виявлені в формації Дабі (Dabis Formation) в Намібії в шарах, датованих періодом 548—541 млн років. В деяких газетах помилково була названа як «Ernettia». Імовірно, синонімами є також назви Erniaster, Erniobaris, Erniobeta, Erniocarpus, Erniocentris, Erniocoris, Erniodiscus, Erniofossa, Erniograndis, Ernionorma, Erniopelta та Erniotaxis, що позначають схожі організми.

## Для подальшого читання
- Life on a Young Planet: The First Three Billion Years of Evolution on Earth (Princeton Science Library) by Andrew H. Knoll
- Exceptional Fossil Preservation by David J. Bottjer, Walter Etter, James W. Hagadorn, and Carol M. Tang
- The Ecology of the Cambrian Radiation by Andrey Zhuravlev and Robert Riding
- J. Dzik (1999). Organic membranous skeleton of the Precambrian metazoans from Namibia (PDF). Geology. 27 (6): 519—522. doi:10.1130/0091-7613(1999)027<0519:OMSOTP>2.3.CO;2. Архів оригіналу (PDF) за 28 лютого 2012. Процитовано 12 червня 2012.

| кімберелла | Це незавершена стаття про едіакарську біоту. Ви можете допомогти проєкту, виправивши або дописавши її. |